# ささやかなこの人生
「ささやかなこの人生」（ささやかなこのじんせい）は、日本のフォークデュオ、風の3枚目のシングルである。

## 概要
累計売り上げは約21万枚。
風のオリジナル・アルバムには収録されず、ベスト盤（シングルコレクション）、および各種コンピレーション・アルバムに収録されている。

## 収録曲
| 全編曲: 瀬尾一三。 |                        |            |      |
| #                  | タイトル               | 作詞・作曲 | 時間 |
| 1.                 | 「ささやかなこの人生」 | 伊勢正三   | 3:55 |
| 2.                 | 「時には」             | 大久保一久 | 3:52 |
| 合計時間:          | 合計時間:              | 合計時間:  | 7:47 |

## 収録アルバム
- Old Calendar〜古暦〜（1979年4月25日、GEX-87/8）※シングル盤とは異なるリメイクバージョン
- 風ベスト（1981年、GWP-1007）
- 風 ベスト・セレクション（1986年3月15日、ZL-2009/10）
- 風 17SONGS（1986年3月15日、ZL-110）
- 風全曲集（1988年12月5日、CNT-4081）
- オール・ザ・ベスト（1996年10月23日、CRCP-28109）
- スーパーセレクト 風 ベスト35（1998年3月4日、CRCP-28114/5）
- コンプリート・ベスト（2000年9月21日、CRCP-28131/2）
- 風 セレクション（2003年5月1日、CRCP-20317）
- シングル・コレクション -22才の別れ-[1]（2007年7月4日、CRCP-20406）
- 風ベスト（2008年1月16日、CRCP-20423）